# بيدرو مورينو
بيدرو مورينو (بالإسبانية: Pedro Moreno Gonzalez)‏ هو عسكري مكسيكي، ولد في 15 مايو 1775 في ولاية واهاكا في المكسيك، وتوفي في 27 أكتوبر 1817 في ولاية غواناخواتو في المكسيك.